# Tadeusz Czerwiński (wojskowy)
Tadeusz Czerwiński (ur. 17 lutego 1910 w Gronowcu, zm. 22 sierpnia 1942 w Saint-Omer) – kapitan pilot Polskich Sił Powietrznych w Wielkiej Brytanii i major (ang. Squadron Leader) Królewskich Sił Powietrznych.

## Życiorys
4 sierpnia 1934 Prezydent RP Ignacy Mościcki mianował go podporucznikiem ze starszeństwem z 15 sierpnia 1934 i 121. lokatą w korpusie oficerów piechoty, a minister spraw wojskowych wcielił do 15 pułku piechoty w Dęblinie. W 1936 ukończył Kurs Wyższego Pilotażu w Grudziądzu. Na stopień porucznika został mianowany ze starszeństwem z 19 marca 1938 i 50. lokatą w korpusie oficerów lotnictwa, grupa liniowa. W 1939 pełnił służbę w Centrum Wyszkolenia Lotnictwa nr 1 w Dęblinie na stanowisku dowódcy I plutonu 4 eskadry I dywizjonu Szkoły Podchorążych Lotnictwa–Grupa Taktyczna. W kampanii wrześniowej 1939 był dowódcą jednego z kluczy myśliwskich sformowanych z pilotów Eskadry Ćwiczebnej Pilotażu. Walczył w rejonie Dęblina. Po zakończeniu działań wojennych w Polsce, przez Rumunię, przedostał się do Francji.
W kampanii francuskiej 1940 walczył w składzie I/145 dywizjonu myśliwskiego „Warszawskiego”. 8 czerwca zestrzelił dwa myśliwce Bf-110.
Ewakuowany do Wielkiej Brytanii 23 lipca 1940 wszedł w skład 302 dywizjonu myśliwskiego „Poznańskiego”, w którym 15 września 1940 został dowódcą eskadry B. Walczył w bitwie o Anglię. 2 lutego 1941 został odznaczony Krzyżem Walecznych po raz drugi. 3 maja 1941 został instruktorem w 55 OTU w Osworth, a od listopada 1941 – instruktorem w 58 OTU w Grangemouth.
8 stycznia 1942 został przeniesiony do 306 dywizjonu myśliwskiego na stanowisko dowódcy eskadry A. 15 kwietnia 1942 został dowódcą tego dywizjonu. 26 kwietnia zaliczono mu zestrzelenie samolotu FW-190.
Zginął 22 sierpnia 1942 zestrzelony przez niemiecką artylerię przeciwlotniczą podczas lotu bojowego na operację „rhubarb” w rejonie Saint-Omer (północna Francja). Pośmiertnie został odznaczony trzecim Krzyżem Walecznych. Pochowany na cmentarzu w Souvenir-Longuennes we Francji (grób 16, rząd A, działka 8).

## Zwycięskie walki powietrzne
Na liście Bajana sklasyfikowany został na 56. pozycji z czterema pewnymi zestrzeleniami samolotów Luftwaffe:
- dwukrotnie Bf-110 – 8 czerwca 1940[8]
- Do-17 – 15 września 1940
- FW-190 – 26 kwietnia 1942

## Odznaczenia
- Krzyż Walecznych – trzykrotnie (dwukrotnie 2 lutego 1941 oraz pośmiertnie 20 września 1942)
- Medal Lotniczy[9]
- Polowa Odznaka Pilota